# ادلسگروب
ادلسگروب (به آلمانی: Edelsgrub) یک منطقهٔ مسکونی در اتریش است که در گراتس اومگبونگ واقع شده‌است. ادلسگروب ۷٫۱۲ کیلومتر مربع مساحت دارد ۴۶۰ متر بالاتر از سطح دریا واقع شده‌است.